# Ridderorden in Burkina Faso
Burkina Faso was als Franse kolonie bekend als Opper-Volta en heeft deze naam als republiek ook tot de verandering van de landsnaam van 1993 gehouden. Het land stelde diverse ridderorden in die bij de naamwisseling werden opgeheven of omgedoopt.

## Ridderorde tijdens het koloniale tijdperk
Frankrijk heeft voor gebruik in de Franse gebieden in West-Afrika een ridderorde ingesteld. 
- De Orde van de Zwarte Ster

Na de onafhankelijkheid van de koloniën werd deze ridderorde een Franse onderscheiding.

## Ridderorden van Opper-Volta
In vorm en indeling volgde Opper-Volta het Franse model. Een orde voor "eminente" verdienste en een algemenere Orde van Verdienste kopiëren het Franse stelsel. Ook de indeling in twee dignitarissen en drie graden en de regel dat met vijf of acht jaar op bevordering moet wachten zijn door Frankrijk geïnspireerd.Ook na de verandering van landsnaam veranderde hieraan niets.
- De Nationale Orde (1961-1993)
- De Orde van Verdienste van Opper-Volta (Frans: "l’Ordre du mérite Voltaïque")(?-1993)

## Ridderorden van Burkina-Faso
- De Nationale Orde (Frans: "Ordre National ")
- De Orde van de Arbeid  (Frans:" l’Ordre du mérite du Travail de la RDP")
- De Orde van Verdienste (Frans: "L'Ordre du Mérite Burkinabè")
- De Orde van de Rode Ster van het Verzet
- De Orde van de Toorts van het Verzet (Frans:" L’Ordre du Flambeau de la Révolution")
- De Orde van de Ster van Nahouri (Frans:"L’Ordre National L’Ordre de l’étoile du nahouri ")
- De Orde van Rurale Ontwikkeling